# 454
Cette page concerne l'année 454  du calendrier julien. Pour l'année 454 av. J.-C., voir 454 av. J.-C. Pour le nombre 454, voir 454 (nombre).
L'année 454 est une année commune qui commence un vendredi.

## Événements
- 21 septembre : Aetius est assassiné à Ravenne de la main de  l'empereur d'Occident Valentinien III[1], jaloux de ses succès, sur les conseils de l’eunuque Héraclès et du consulaire Maxime Pétrone[2]. Sa mort rend irrémédiable le morcellement de l’Occident.
- Après la mort d'Aetius, Marcellinus se révolte contre Valentinien III et constitue un pouvoir indépendant en Dalmatie[3].

- Le wisigoth Frédéric, frère du roi Théodoric II, écrase les Bagaudes de Tarraconaise sur ordre des Romains[4],[5].

## Décès en 454
- 21 septembre : Aetius, maître de la milice.